# امامزاده پیرمحمد
امامزاده پیرمحمد مربوط به دوره قاجاریه است و در شهرستان بدره، دهستان هندمینی، روستای آبهرپایین واقع شده است. این اثر در تاریخ ۳۰ دی ۱۳۸۵ با شمارهٔ ثبت ۱۶۹۳۶ به عنوان یکی از آثار ملی ایران به ثبت رسیده است.